# Góra Parkowa (Rudawy Janowickie)
Góra Parkowa (550 m n.p.m.) – wzniesienie w południowo-zachodniej Polsce, w Sudetach Zachodnich, w Rudawach Janowickich.

## Położenie
Wzniesienie położone jest w Sudetach Zachodnich, w południowo-zachodniej części Rudaw Janowickich, na południe od Wzgórz Karpnickich. Od Brzeźnika, na południowym zachodzie, oddziela go Przełęcz pod Brzeźnikiem. Na wschodzie łączy się z Bukową, a na północnym zachodzie z Bramką. Wznosi się na północ od centrum Kowar.

## Charakterystyka
Wzniesienie o stożkowym kształcie i stromo opadających zboczach górujące nad południową częścią miejscowości Bukowiec. Wznosi się po wschodniej stronie bliźniaczego wzniesienia Brzeźnik. Położenie góry, kształt góry i wyraźna część szczytowa, czynią górę rozpoznawalną w terenie.
Wzniesienie zbudowane jest z waryscyjskich granitów granitów karkonoskich.
Na południowym zboczu poniżej szczytu znajduje się stare założenie parkowe. Cały szczyt i zbocza porasta las, w którym występuje wiele ciekawych gatunków drzew liściastych, niektóre z nich stanowią pomniki przyrody. Zboczem poniżej szczytu prowadzi droga, oraz kilka leśnych ścieżek.

## Ochrona przyrody
Wzniesienie położone jest na obszarze Rudawskiego Parku Krajobrazowego.

## Historia
Na początku wieku XIX w okresie romantyzmu i panującej w ówczesnej Europie modzie na romantyczne krajobrazy, wzniesienie Parkowa, oraz założenie parkowe w Hohenwies (obecnie Kowary-Wojków), z wyjątkowo stylowymi obiektami sanatoryjno-szpitalnymi ,,Bukowiec i ,,Wysoka Łąka włączono do sentymentalnego krajobrazu, który realizowano wokół letniej rezydencji króla pruskiego Fryderyka Wilhelma III. Wokół wzniesienia wykonano wiele alejek spacerowych. Na południowo-wschodnim zboczu wzniesienia, poniżej szczytu założono stylowy park i nasadzono wiele atrakcyjnych drzew i krzewów. Obecnie po dawnej świetności bliskiego otoczenia wzniesienia, pozostały dorodne drzewa jako pomniki przyrody a po dawnych alejkach pozostały jedynie ścieżki. Drzewa wyrosły i zasłoniły widok na okoliczne wzniesienia i góry.

## Turystyka
Północno-wschodnim podnóżem góry prowadzi szlak turystyczny:
- czerwony – fragment Głównego Szlaku Sudeckiego prowadzący z Mysłakowic przez Bukowiec na masyw Skalnika i dalej

zachodnim podnóżem prowadzi
- niebieski – fragment szlaku prowadzący z Kowar do Karpnik